# People's Democratic Party
People's Democratic Party (PDP, "Folkets demokratiska parti") är ett regionalt parti i det indiska unionsterritoriet Jammu och Kashmir, grundat i juli 1999 av mufti Muhammed Sayed, i syfte att "övertala den indiska regeringen att påbörja en dialog utan villkor med folket i Kashmir för att lösa Kashmirs problem". 
Partiet var 2002–2005 och 2015–2018 regeringsparti i den dåvarande delstaten, med Muhammed Sayed och hans dotter Mehbooba Mufti som regeringschefer. Mehbooba Mufti tillträdde som partiledare 2016 efter faderns död.
Partiet fick ett mandat i Lok Sabha vid valet 2004 och tre mandat vid valet 2014.